# ど根性ポプラ

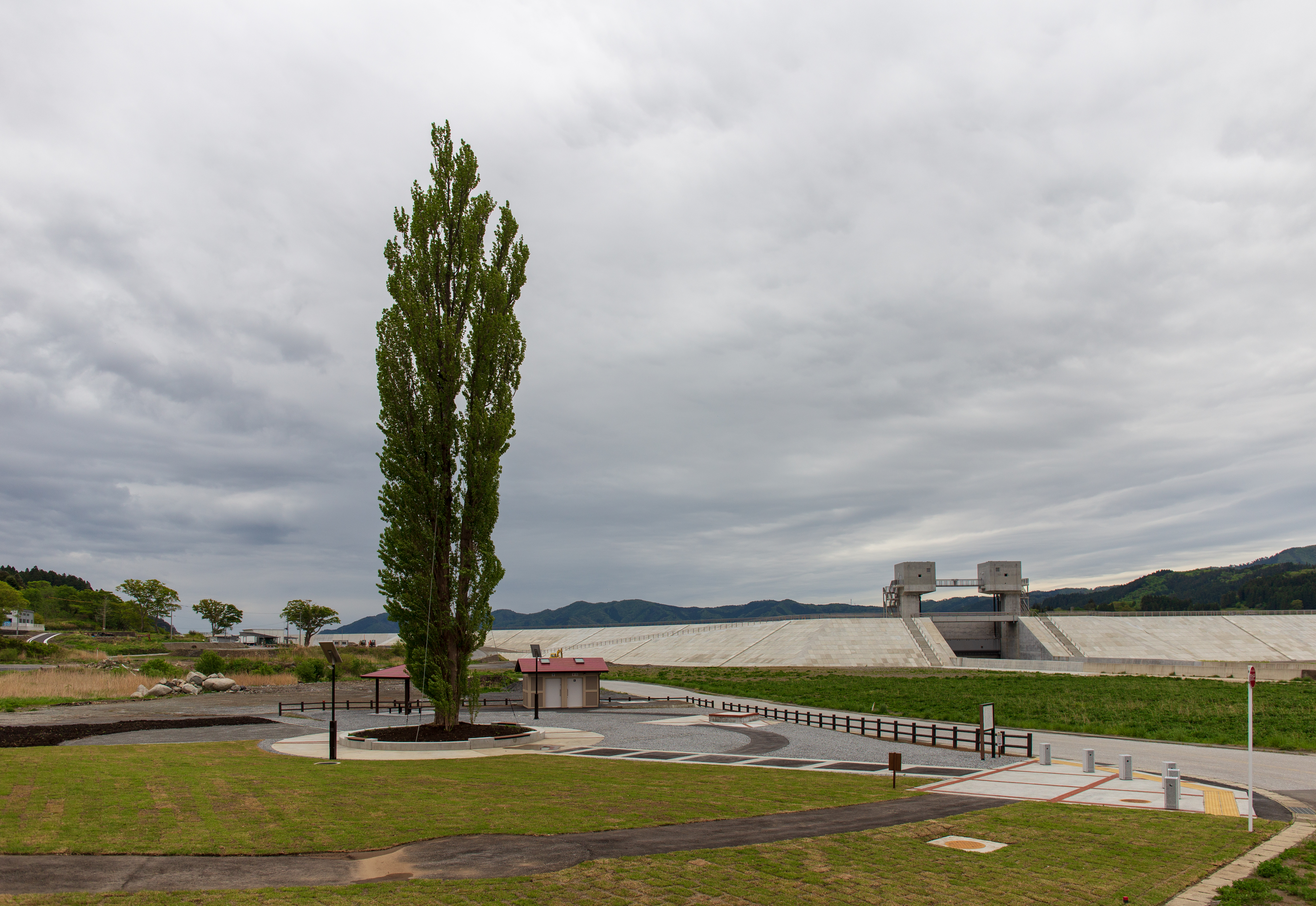
ど根性ポプラ広場。後方の防潮堤奥に越喜来湾が広がる。

ど根性ポプラ（どこんじょうポプラ）は、岩手県大船渡市三陸町越喜来にあるポプラ。

## 解説
1960年のチリ地震、2011年の東北地方太平洋沖地震（東日本大震災）の津波で被災しながらも生き残った樹高約25 mのポプラである。東日本大震災時の三陸町において津波被害が最も大きく、ほぼ壊滅した越喜来地区の中央にあって、津波に飲まれながらも倒れずに耐え抜いたことから、後に地区の人々より「ど根性ポプラ」と呼ばれるようになった。
周囲には東日本大震災まで商店や民家が立ち並んでいたが、震災の津波により壊滅し、その後高台に集団移転した。ど根性ポプラが立つ土地の所有者も、ポプラを残すことを条件に大船渡市に土地を引き渡した。周辺一帯は広場として整備することが決まり、東屋やトイレ、ベンチなどが設置された「浦浜地区緑地広場」（愛称「ど根性ポプラ広場」）として開放された。
一般的にポプラの寿命は約60年であるが、ど根性ポプラは2018年時点で樹齢80年を超えているとみられる。

## 沿革
- 昭和初期 - 1933年（昭和8年）の昭和三陸地震後[1][2][3]、店舗兼自宅の敷地の裏庭に、経営者の母が植えた[6]。
- 1960年（昭和35年）- チリ地震で被災。
- 1992年（平成4年）頃 - 落雷の危険性から伐採するという話が住民の間で上がったが、予算上の都合で伐採されず生き残った[6]。
- 2011年（平成23年）3月11日 - 東北地方太平洋沖地震による津波に襲われ、半分ほどの高さまで海水に浸かった[1][2]。
- 2018年（平成30年）5月1日 - 周辺2,400 m2を多目的広場として整備した「浦浜地区緑地広場」が供用開始[4]。

## 所在地
- 岩手県大船渡市三陸町越喜来杉下24[7]

- 北緯39度07分02.2秒 東経141度48分50.51秒 / 北緯39.117278度 東経141.8140306度
- 大船渡 - 地理院地図
- ど根性ポプラ - Google マップ

## アクセス
- 三陸鉄道リアス線 三陸駅から徒歩10分[8]